# 청나라 치하 몽골
몽골청치시기(몽골어: Чин Улсын эрхшээл дэх Монгол орон)는 1635년 2월 26일 몽골 제국의 대칸이자 차하르부의 칸 에제이 콩고르가 청나라에 항복한 때로부터 1911년 몽골 혁명으로 1911년 12월 29일 청나라에서 독립, 복드 칸이 즉위할 때까지의 기간이다.
학자에 따라서는 청나라 강희제와 준가르 칸국의 갈단 칸의 자오모도 전투에서 청나라가 승리한 1696년 6월 12일을 청나라 식민지의 시작으로 보기도 한다. 외할하의 자사그투칸부, 세첸칸부, 코토고이드부, 사인노얀칸부, 투시예트칸부는 1635년 청나라에 형식적인 투항 후 조공을 바쳤으나, 강희제가 준가르 칸국을 격파한 이후 외할하부의 3개 아이막은 청나라에 복속되었다. 그럼에도 외할하부는 내몽골과 달리 청나라로부터 반 독립상태를 유지했다.

## 같이 보기
- 서역신강
- 청나라 치하 티베트
- 청나라 치하 대만
- 이번원
- 몽골의 역사